# Macropoliana gessi
Macropoliana gessi is een vlinder uit de familie pijlstaarten (Sphingidae). De wetenschappelijke naam van deze soort is voor het eerst geldig gepubliceerd in 2006 door Schmit.
De soort komt voor in het Afrotropisch gebied.